# Янчий, Сергей Викторович
Сергей Викторович Янчий (род. 8 июня 1984 года, Киев, СССР) — украинский регбист; тренер российской команды «Ростов».

## Биография

### Карьера игрока
Воспитанник киевского «Авиатора». Там же начал профессиональную карьеру. В его составе достиг: финалист Кубка Украины 2005, 2006, серебряный призёр чемпионата Украины в вышей лиге 2005, бронзовый призёр чемпионата Украины в высшей лиге 2006, 2007, 2008, бронзовый призёр чемпионата Украины по регби-7. В 2009 году перешел в «Хмельницкий», с которым стал чемпионом Украины по Регби-7. Сезон 2010 проводит в лидере украинского регби — «Олимпе» из Харькова, с которым делает золотой дубль (Чемпионство и Кубок). В июле 2011 перешел в «Булаву». В составе таганрожцев играл вплоть до конца 2019 года, пока не перешел в «Кубань».
С 2007 в сборной Украины по регби-15. Чемпион в дивизионе 2А в сезоне 2008/ 2010 гг. С 2009 выступает и за сборную по регби-7.

## Достижения
- Чемпион Украины: 2010
- Обладатель Кубка Украины: 2010
- Чемпион Украины по Регби-7: 2009